# Arabidella filifolia
Arabidella filifolia là một loài thực vật có hoa trong họ Cải. Loài này được (F.Muell.) E.A.Shaw mô tả khoa học đầu tiên năm 1965.